# Praktisk medicin

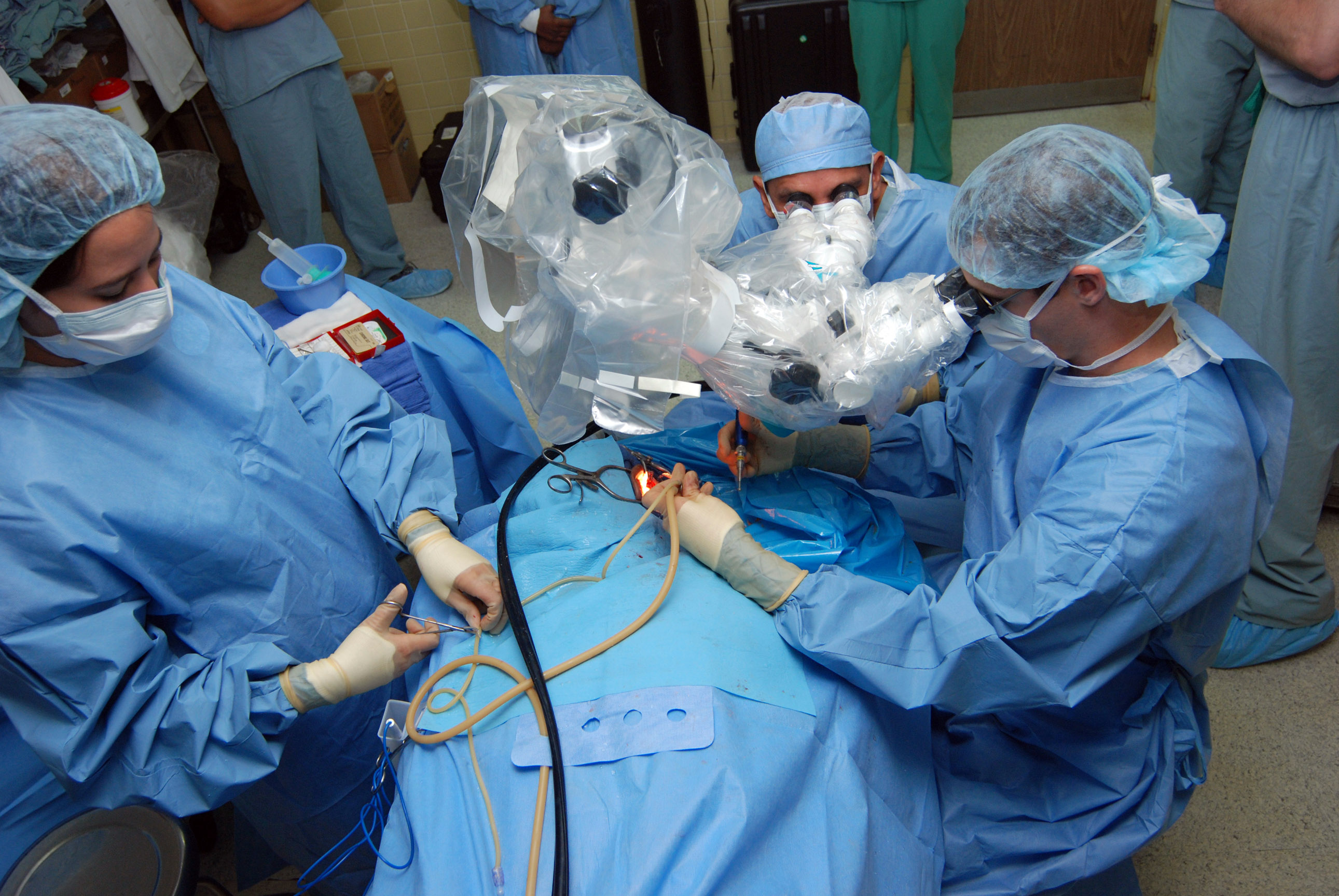
Operation av ett öra. Kirurgi är en av specialiteterna i praktisk medicin.

Praktisk medicin, även kallad klinisk medicin, är medicinsk vetenskap inriktad på praktik och tillämpning, och den direkta kontakten med patienterna.
Praktisk medicin handlar framför allt om sjukvård och friskvård, det vill säga behandling och förebyggande av sjukdom och ohälsa.

## Exempel på specialiteter i praktisk medicin
- Allmänmedicin
- Anestesiologi
- Barnmedicin/pediatrik
- Dermatologi
- Flygmedicin
- Gynekologi
- Invärtesmedicin
- Kirurgi
- Klinisk kemi
- Neurologi
- Pediatrik
- Obstetrik
- Odontologi
- Oftalmologi
- Psykiatri
- Urologi